# Parascopas cantralli
Parascopas cantralli är en insektsart som beskrevs av Ronderos 1976. Parascopas cantralli ingår i släktet Parascopas och familjen gräshoppor. Inga underarter finns listade i Catalogue of Life.